# Marc Casadó
Marc Casadó Torras (Sant Pere de Vilamajor, 14 september 2003), beter bekend als Marc Casadó, is een Spaanse voetballer die doorgaans speelt als middenvelder. Hij stroomde door vanuit de jeugdopleiding van FC Barcelona.

## Clubcarrière
Casadó werd geboren in een kleine gemeente ten noorden van Barcelona. Hij speelde bij verschillende Catalaanse clubs zoals Sant Celoni, Granollers en Damm voordat hij op 13-jarige leeftijd terechtkwam in La Masia, de jeugdopleiding van FC Barcelona.
Hij was aanvoerder van het Juvenil A-team en hielp hen in het seizoen 2020-21 de competitie en de Copa de Campeones te winnen. 
Daarnaast zat hij in 2021 vijf keer op de bank bij het Barça Atlètic en werd hij in de zomer van 2022 officieel aan de selectie toegevoegd. Op 5 juli 2022 verlengde hij zijn contract bij de club tot de zomer van 2024.
Casadó maakte zijn debuut bij Barça Atlètic tijdens een 3-2 overwinning op Castellón in de Primera Federación op 27 augustus 2022. Op 1 november 2022 maakte hij zijn officiële debuut voor het eerste elftal tegen Viktoria Plzeň in de Champions League. In de 67e minuut verving hij de geblesseerde Franck Kessié en speelde hij de wedstrijd uit.
In het seizoen 2023/24 werd hij benoemd tot aanvoerder van het Barça Atlètic-team en haalde de play-offs met het team.
Aan het begin van het seizoen 2024/25, na de komst van Hansi Flick, trainde Casadó regelmatig met de hoofdmacht. Op 17 maart 2024 maakte hij zijn eerste  Primera División tegen Atlético Madrid, waar hij inviel voor Héctor Fort, en werd hij toegevoegd aan de selectie van het eerste elftal.

## Interlandcarrière
Casadó was jeugdinternational voor Spanje en werd in 2019 opgeroepen voor de Onder-16 en Onder-17 teams. In oktober 2024 werd hij geselecteerd voor Spanje Onder-21. Casadó werd door bondscoach Luis de la Fuente opgenomen in de definitieve selectie van 26 spelers voor de UEFA Nations League-wedstrijden tegen Denemarken en Zwitserland op respectievelijk 15 en 18 november 2024. Hij maakte zijn debuut tegen Denemarken, waarbij hij in de 70e minuut Martín Zubimendi verving. Spanje won de wedstrijd met 2–1.

## Speelstijl
Casadó speelt meestal als verdedigende middenvelder, maar heeft ook als rechtsback en centrale verdediger gespeeld. Hij is fysiek sterk, goed in het heroveren van de bal en beheersen van de bal. Hij wordt vaak vergeleken met Joshua Kimmich.

## Erelijst
| Competitie          | Aantal       | Jaren        |
| FC Barcelona        | FC Barcelona | FC Barcelona |
| ------------------- | ------------ | ------------ |
| Supercopa de España | 1×           | 2024/25      |
| Copa del Rey        | 1×           | 2024/25      |